# Giovanni Zaramella
Giovanni Zaramella (Padova, 27 maggio 2007) è un atleta paralimpico italiano, specializzato nella velocità.

## Curiosità
- Giovanni è il protagonista del libro "CORRO ERGO SUM - Storia disordinata di Giovanni atleta paralimpico.

## Palmarès
| Anno | Manifestazione                   | Sede    | Evento  | Risultato | Prestazione | Note            |
| ---- | -------------------------------- | ------- | ------- | --------- | ----------- | --------------- |
| 2024 | Trisome Games World Championship | Antalya | 4×400 m | Oro       | 4'45"95     | Record mondiale |
| 2024 | Trisome Games World Championship | Antalya | 4×100 m | Oro       | 59"39       | Record mondiale |
| 2024 | Trisome Games World Championship | Antalya | 400 m   | 5º        | 1'12"39     |                 |
| 2024 | Trisome Games World Championship | Antalya | 100 m   | 6º        | 14"32       |                 |
| 2024 | Trisome Games World Championship | Antalya | 200 m   | 8º        |             | -               |
| 2023 | European Championship            | Padova  | 4×400 m | Oro       | 5'04"96     | Record mondiale |
| 2023 | European Championship            | Padova  | 400 m   | Oro       | 1'09"10     | Record europeo  |
| 2023 | European Championship            | Padova  | 4×100 m | Oro       | 1'00"73     |                 |
| 2023 | European Championship            | Padova  | 200 m   | Bronzo    | 30"02       |                 |
| 2023 | European Championship            | Padova  | 100 m   | 4º        | 14"86       |                 |

## Campionati nazionali
- 2 volte campione italiano juniores atletica leggera 60 m indoor (2023, 2024)
- 1 volta campione italiano juniores atletica leggera 200 m indoor (2024)
- 3 volte campione italiano atletica leggera 4x200 m indoor (2022, 2023, 2024)
- 2 volte campione italiano  atletica leggera 4x400 m indoor (2022, 2023)
- 2 volte campione italiano atletica leggera 4x100 m (2021, 2022)
- 3 volte campione italiano atletica leggera 4x400 m (2021, 2022, 2023)
- 3 volte campione italiano calcio a 5 (2021, 2022, 2023)

2021
- Oro ai Campionati italiani, (Nuoro), 4x100 m
- Oro ai Campionati italiani, (Nuoro), 4x400 m
- Oro ai Campionati italiani, (Castellanza), calcio a 5

2022
- Oro ai Campionati italiani indoor, (Ancona), 200 m
- Oro ai Campionati italiani indoor, (Ancona), 4x200 m
- Oro ai Campionati italiani indoor, (Ancona), 4x400 m
- Bronzo ai Campionati italiani indoor, (Ancona), 60 m
- Oro ai Campionati italiani, (Molfetta), 4x100 m
- Oro ai Campionati italiani, (Molfetta), 4x400 m
- Oro ai Campionati italiani, (Ferrara), calcio a 5

2023
- Oro ai Campionati italiani indoor, (Ancona), 60 m
- Bronzo ai Campionati italiani indoor, (Ancona), 200 m
- Oro ai Campionati italiani, (Montebelluna), 4x100 m
- Oro ai Campionati italiani, (Montebelluna), 4x400 m
- Oro ai Campionati italiani, (Palermo), calcio a 5

2024
- Oro ai Campionati italiani indoor, (Ancona), 60 m
- Oro ai Campionati italiani indoor, (Ancona), 200 m
- Oro ai Campionati italiani indoor, (Ancona), 4x200 m